# دولیسکان وسطی
دولیسکان وسطی، روستایی از توابع بخش زاغه شهرستان خرم‌آباد در استان لرستان ایران است.

## جمعیت
این روستا در دهستان قائدرحمت قرار دارد و براساس سرشماری مرکز آمار ایران در سال ۱۳۸۵، جمعیت آن ۲۰۵ نفر (۳۵خانوار) بوده‌است.سکنه این روستا از طایفه بیرانوند تیره میخک میباشند